# Jugement de Pâris
Pour les articles homonymes, voir Jugement de Pâris (homonymie).

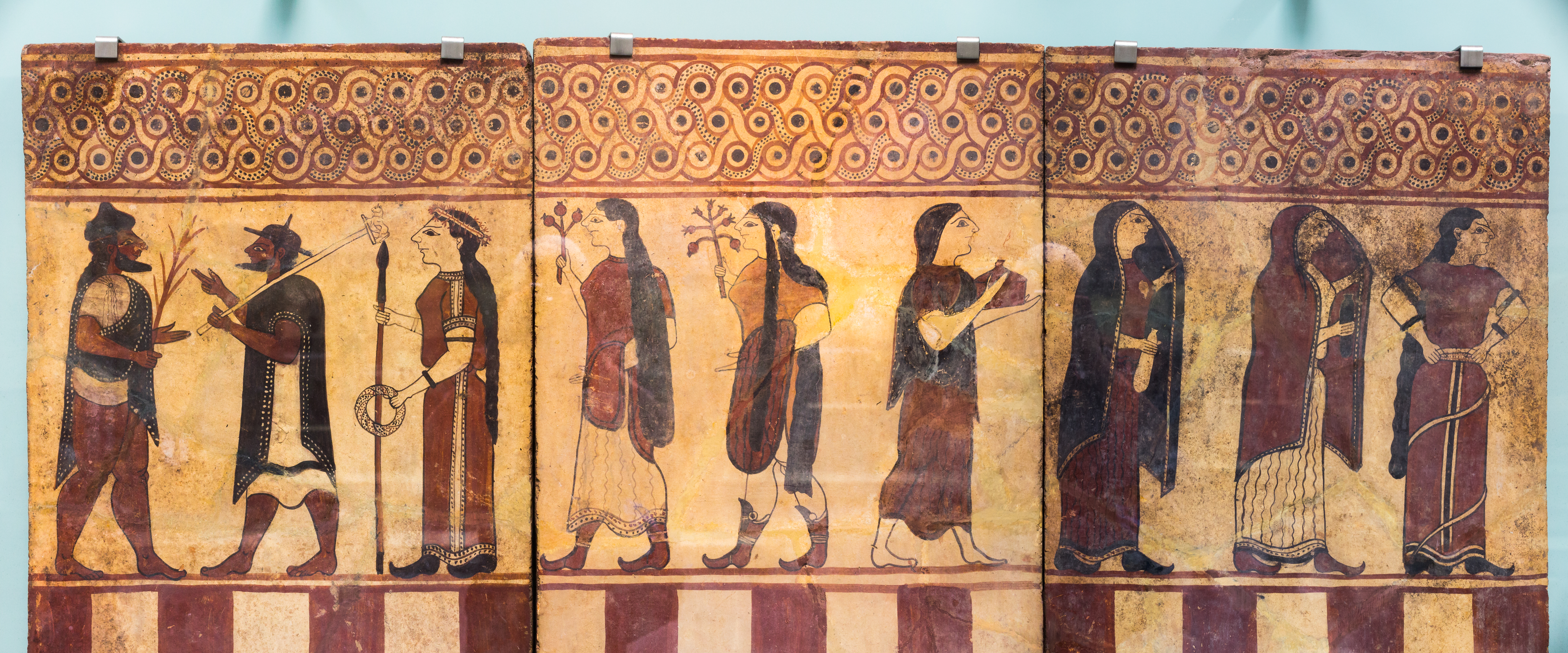
Pâris reçoit Hermès qui dirige Athéna, Héra et Aphrodite, 560-550 av. J.-C.

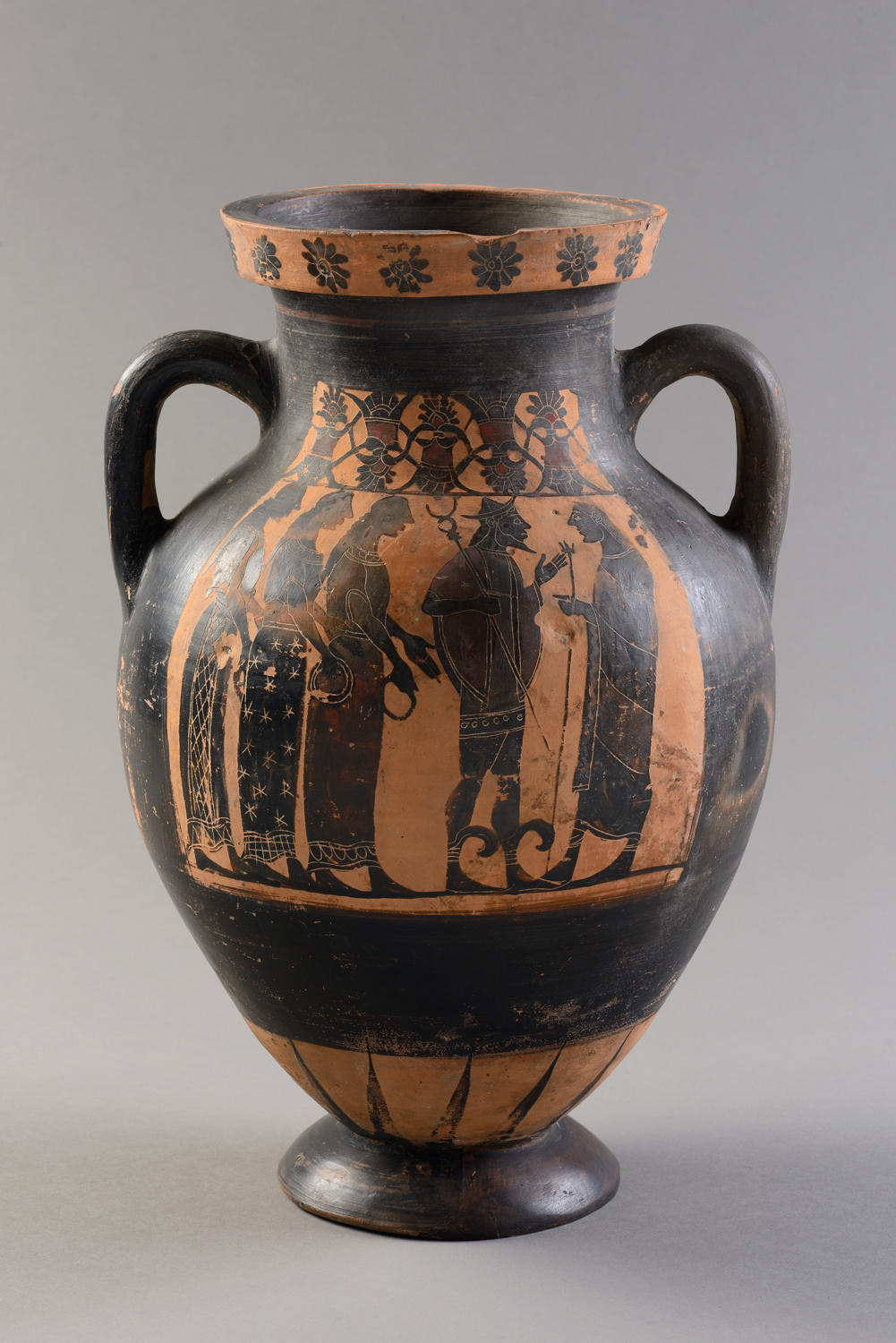
Amphore dite du Jugement de Pâris, céramique attique à figures noires,, musée des Beaux-Arts de Lyon.

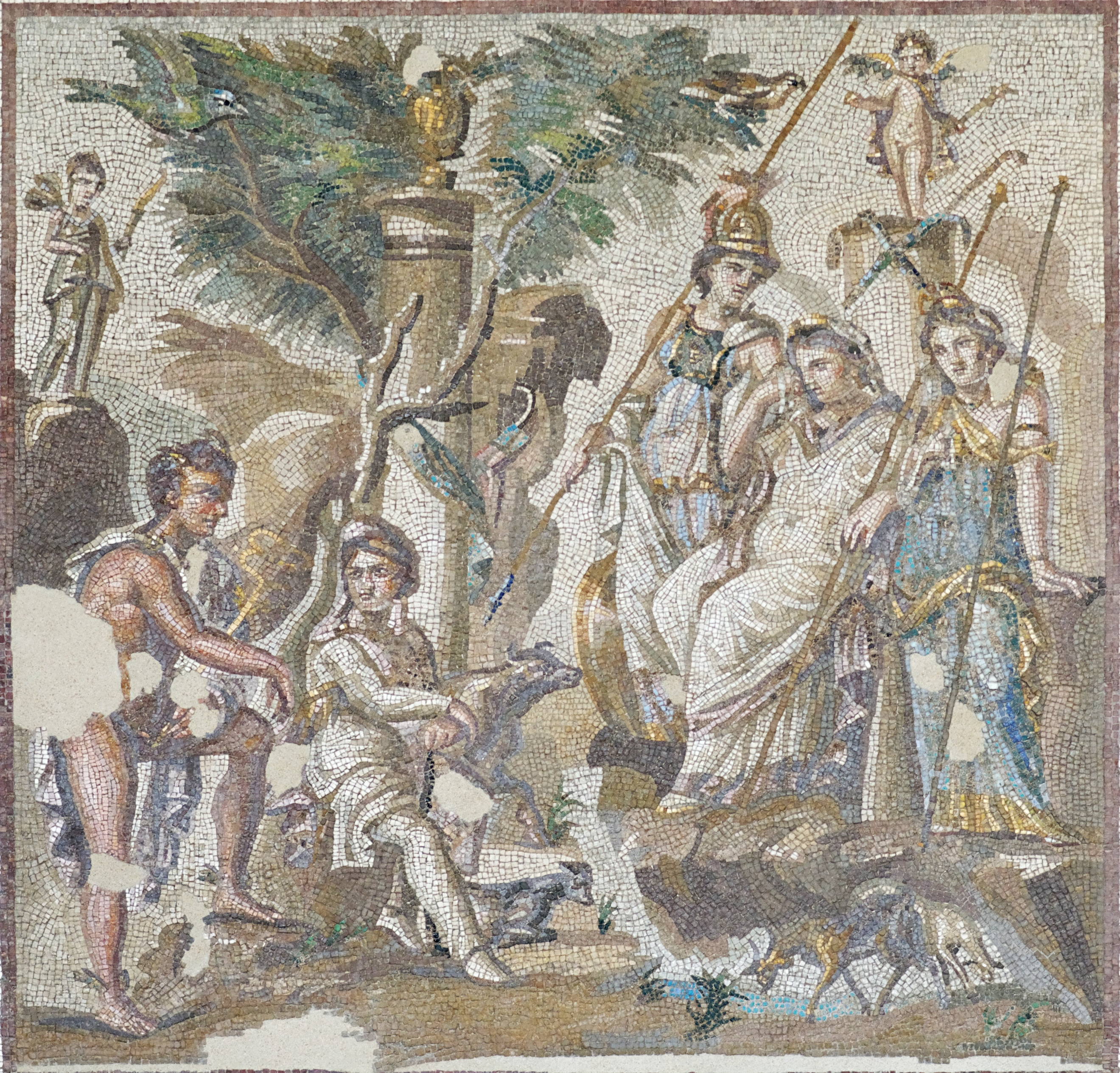
Jugement de Pâris, mosaïque de sol,, villa de l'Atrium (Antioche).

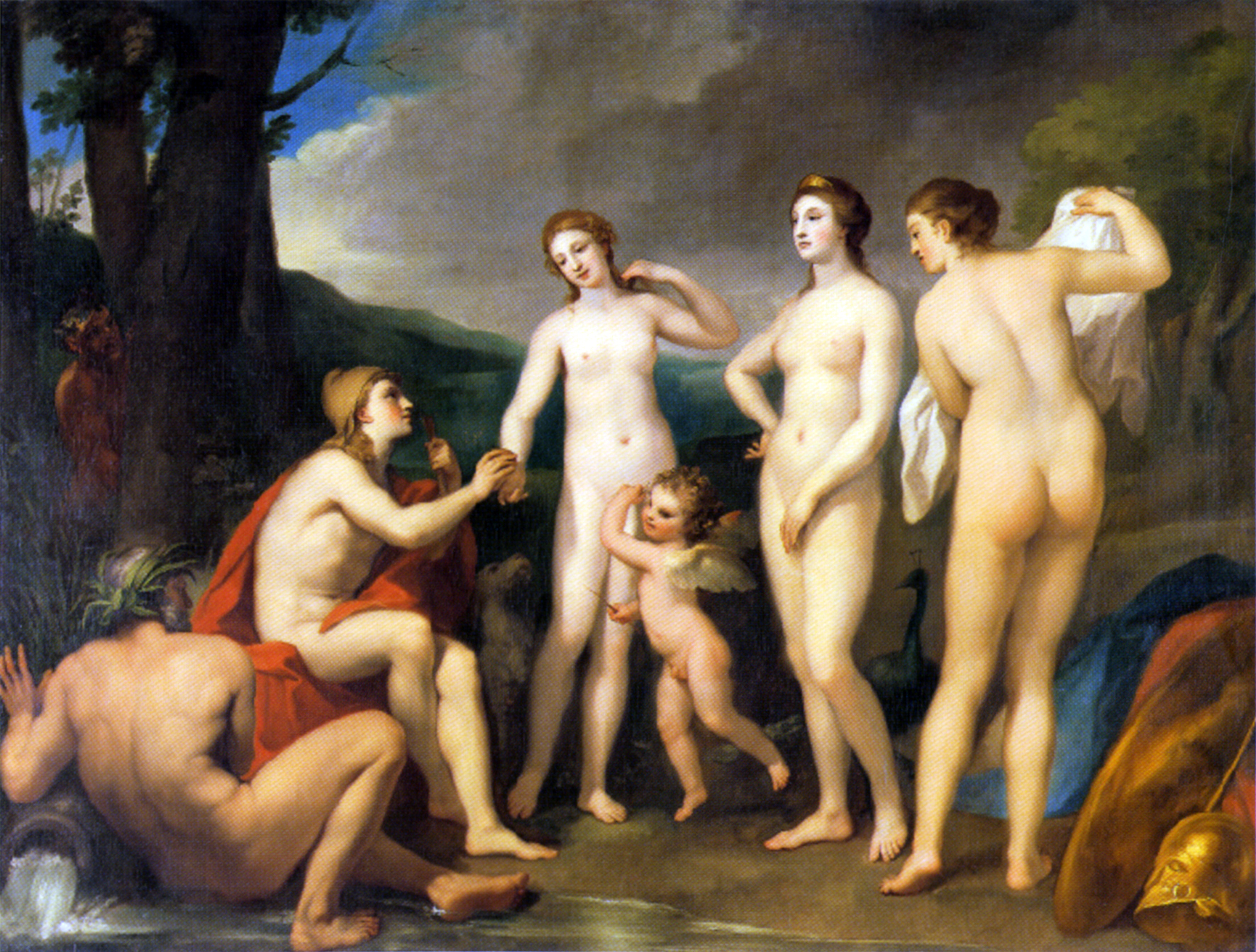
Anton Raphael Mengs, Le Jugement de Pâris, 1757, musée de l'Ermitage.

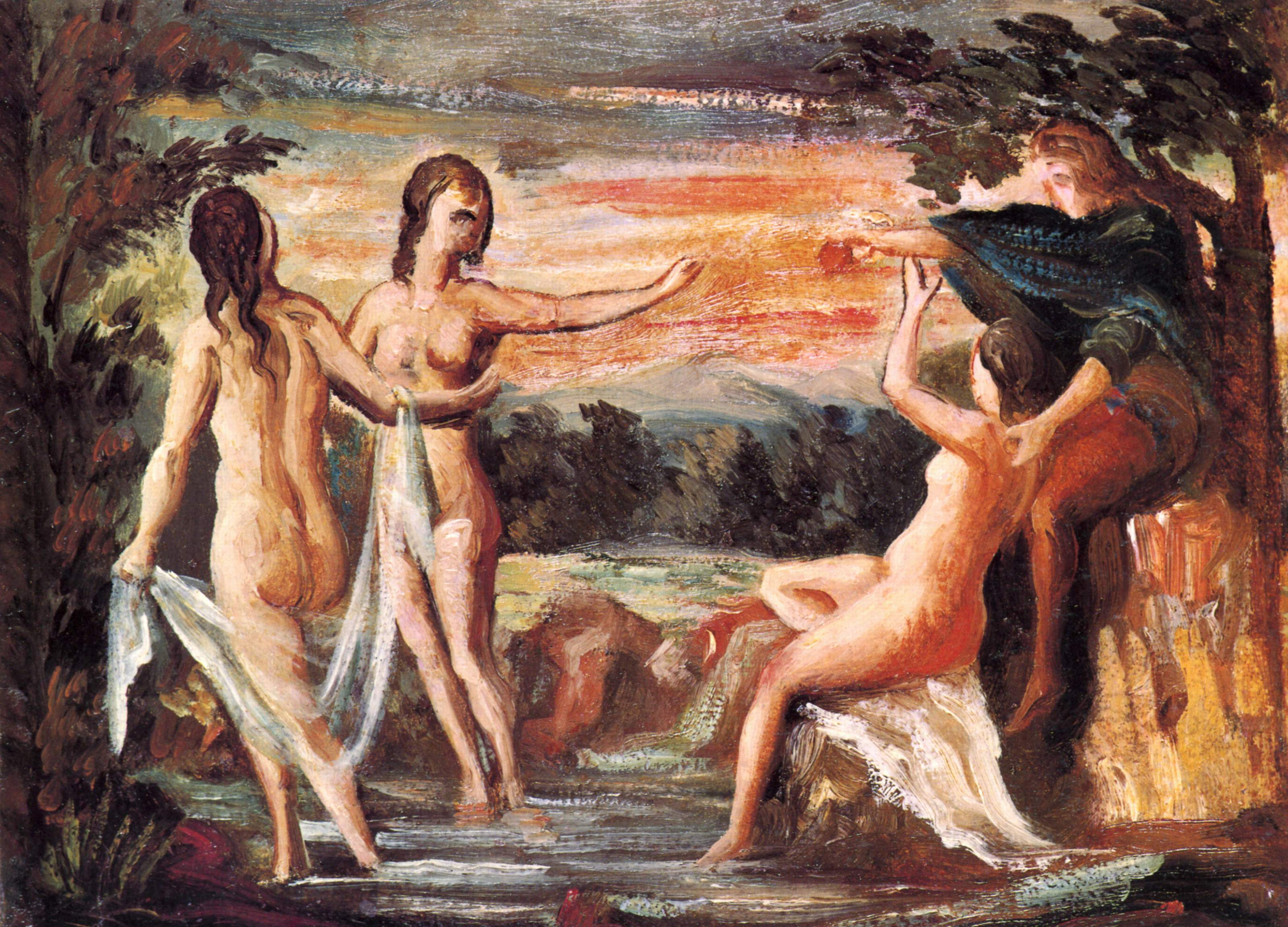
Paul Cézanne, Le Jugement de Pâris, 1863.

Dans la mythologie grecque, le Jugement de Pâris est un épisode important qui met en compétition les déesses Héra, Athéna et Aphrodite, et provoque la guerre de Troie. Cet épisode est à l'origine de l'expression « pomme de discorde ». Lucien de Samosate en a parodié le sujet dans Le jugement des déesses.

## Mythe
Le premier récit du jugement de Pâris se trouve dans les Chants cypriens, une épopée perdue du « Cycle troyen » dont les événements prennent place avant ceux de l’Iliade.
Aux noces de Pélée et Thétis sur l'Olympe, tous les dieux sont invités sauf Éris, déesse de la Discorde. Pour se venger, elle leur jette une pomme d'or avec la mention « Pour la plus belle » : la pomme de discorde. Trois déesses revendiquent alors le fruit, Héra, Athéna et Aphrodite. Afin de mettre un terme à la dispute, Zeus ordonne à Hermès d'emmener les déesses sur le mont Ida, à charge pour Pâris, prince troyen, de désigner la gagnante. Le jeune homme accorde finalement la pomme à Aphrodite (déesse de l'amour), qui lui a promis l'amour de la plus belle femme du monde (Hélène), ce qui a provoqué la guerre de Troie avec l'enlèvement d'Hélène. Ce premier récit, dont seul un résumé nous est parvenu grâce à la Chrestomathie de Proclos, ne précise pas si Athéna et Héra offrent elles aussi quelque chose au jeune homme. Des ouvrages plus tardifs, dont la Bibliothèque d'Apollodore, font toutefois état de telles promesses (Athéna offre la victoire à la guerre et Héra, la souveraineté sur tous les hommes). Il ne précise pas non plus si l'épisode se passe avant ou après sa reconnaissance par Priam. Le fait que Pâris soit occupé à garder les troupeaux quand arrivent Hermès et les déesses n'est pas une indication, puisque l’Iliade présente Énée gardant lui aussi les moutons sur le mont Ida. Homère ne fait allusion au jugement de Pâris que de manière indirecte :

« …Héra et la Vierge aux yeux pers.
Ceux-là gardaient toute leur haine à la sainte Ilion,
À Priam et aux siens, depuis que Pâris aveuglé
Leur avait fait injure, en osant, dans sa bergerie,
Opter pour celle qui lui offrit l'amère luxure. »

Les deux derniers vers sont athétisés (retirés du texte car jugés inauthentiques) par Aristarque de Samothrace, au motif qu'Homère parlerait bien davantage du Jugement s'il connaissait l'histoire.

## Influence artistique
L’épisode du Jugement de Pâris a connu un succès non négligeable dans l’art, que ce soit dans l’Antiquité où il servit de thème pour les pantomimes, à la Renaissance ou à l'époque Contemporaine. En effet, avec le retour au modèle antique dans ces deux dernières périodes, de nombreux thèmes de la mythologie grecque et romaine ont été représentés. De grands artistes, et d’autres moins connus, s’y sont essayés et ont proposé leur propre version. Par ailleurs, c’est un succès dans les âges et les différentes régions d’Europe, puisque ce thème a été traité aussi bien dans le Nord que dans le Sud. Il est intéressant de voir comment un épisode comme celui-ci s’avère être un indicateur de l’évolution artistique.
De façon presque générale, les œuvres reprennent une iconographie composée des cinq personnages principaux : Pâris, Héra, Athéna, Aphrodite et Hermès. Quelquefois peuvent aussi être retrouvés Cupidon, Eros et Psyché. Les personnages sont représentés dans une prairie ou à l’orée d’une forêt. Les trois déesses sont la plupart du temps nues ou dénudées, en train d’être jugées par les yeux de Pâris, qui peut parfois tendre la pomme d’or à Aphrodite.
En France, Jacques Offenbach relate l’évènement dans son Opéra de 1864 : La Belle Hélène. Les déesses sont néanmoins appelées par leurs noms romains : Minerve, Junon et Vénus.